# Sara die Einsiedlerin
Sara die Einsiedlerin, auch Sarra oder Sarrha (* 4. Jahrhundert in Ägypten; † 4. oder 5. Jahrhundert in Ägypten), war eine christliche Eremitin. Sie wird in den orthodoxen Kirchen als Heilige verehrt. Ihr Gedenktag ist der 13. Juli.

## Leben
Über das Leben der hl. Sara ist wenig bekannt. Sie entstammte einer angesehenen christlichen ägyptischen Familie und zog in jungen Jahren in die Libysche Wüste bei Skete, um dort ein asketisches Leben zu führen. 60 Jahre lang lebte Sara zurückgezogen am Ufer des Nils und war bekannt für ihre Glaubensfestigkeit und Weisheit. Häufig wurde sie von anderen Eremiten aufgesucht, die ihre klugen Ratschläge in Angelegenheiten des Glaubens zu schätzen wussten. Die Ratschläge, die sie ihren Besuchern erteilte, sind in den sehr volkstümlich gehaltenen Büchern der Wüstenväter, den sogenannten
Apophthegmata Patrum („Aussprüche der Väter“), festgehalten. Als ihr bekanntester Ausspruch gilt: „Der Natur nach bin ich eine Frau, nicht aber meiner geistigen Kraft nach.“